# Franz San-Galli

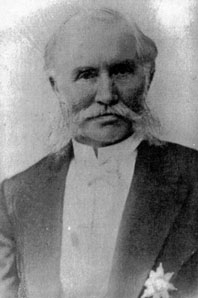
Franz San-Galli

Franz Friedrich Wilhelm Karlowitsch San-Galli (russisch Франц Фридрих Вильгельм Карлович Сан-Галли; * 26. Februarjul. / 9. März 1824greg. in Cammin in Pommern; † 17. Julijul. / 30. Juli 1908greg. in St. Petersburg) war ein preußisch-russischer Unternehmer.

## Leben
San-Gallis Großvater Carl Balthasar Innocentius San Galli (1755–1818) war Bildhauer aus Pavia, der während des Bayerischen Erbfolgekrieges als österreichischer Soldat 1778 in preußische Gefangenschaft geriet und nach Stettin kam. Am Hof des Generals Wichard von Möllendorff machte er sich einen Namen als Bildhauer, erhielt die preußische Staatsbürgerschaft und ging 1785 aus Gesundheitsgründen aufgrund seiner Invalidität mit einer Pension in einen ehrenvollen Ruhestand. San-Gallis Vater Johann Carl San Galli trat in das Freikorps Ferdinand von Schills ein, nahm in der preußischen Armee am Sechsten Koalitionskrieg teil und wurde Unteroffizier in einem Ulanenregiment. Nach dem Kriege wurde er Hauptzollinspektor in Stettin und heiratete Henriette Lübcke.
Franz San-Galli besuchte das Gymnasium in Stettin und erhielt zu Hause Unterricht in Englisch, Französisch, Tanzen, Fechten und Reiten. Einen großen Einfluss übte seine Mutter mit den Sprichwörtern Üb' Wahrheit, Fleiß und Schneidigkeit, leb' mit den Deinen in Einigkeit und Es ist kein Meister vom Himmel gefallen, aber Übung macht den Meister aus. Als San-Galli 17 Jahre alt wurde, starb sein Vater, so dass seine Mutter mit den sechs Kindern und einem nur geringen Nachlass und der Pension zurechtkommen musste. Franz San-Galli arbeitete nun in einer gerade gegründeten Großhandelsfirma für russische Waren.

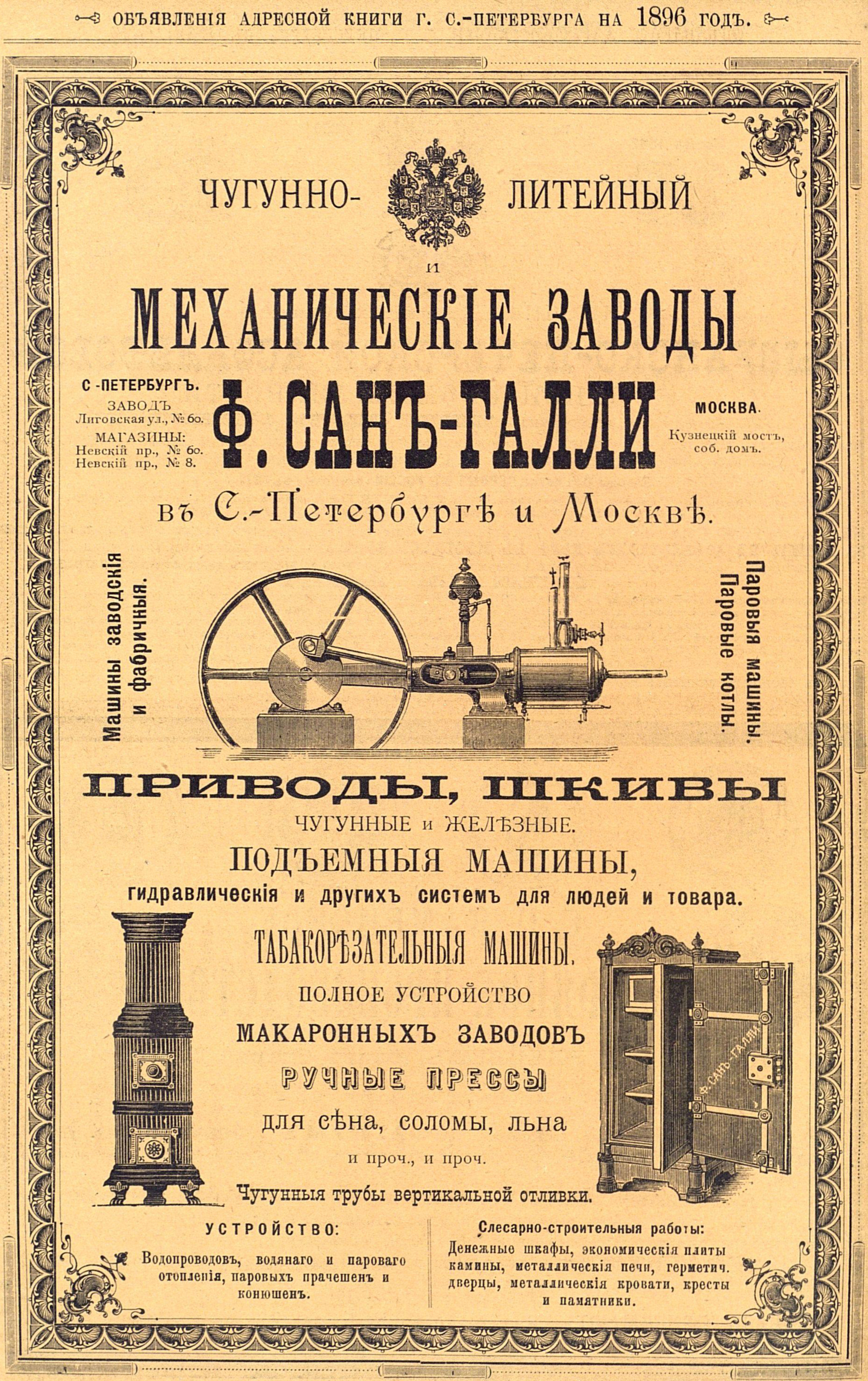
F.-San-Galli-Werk 1896

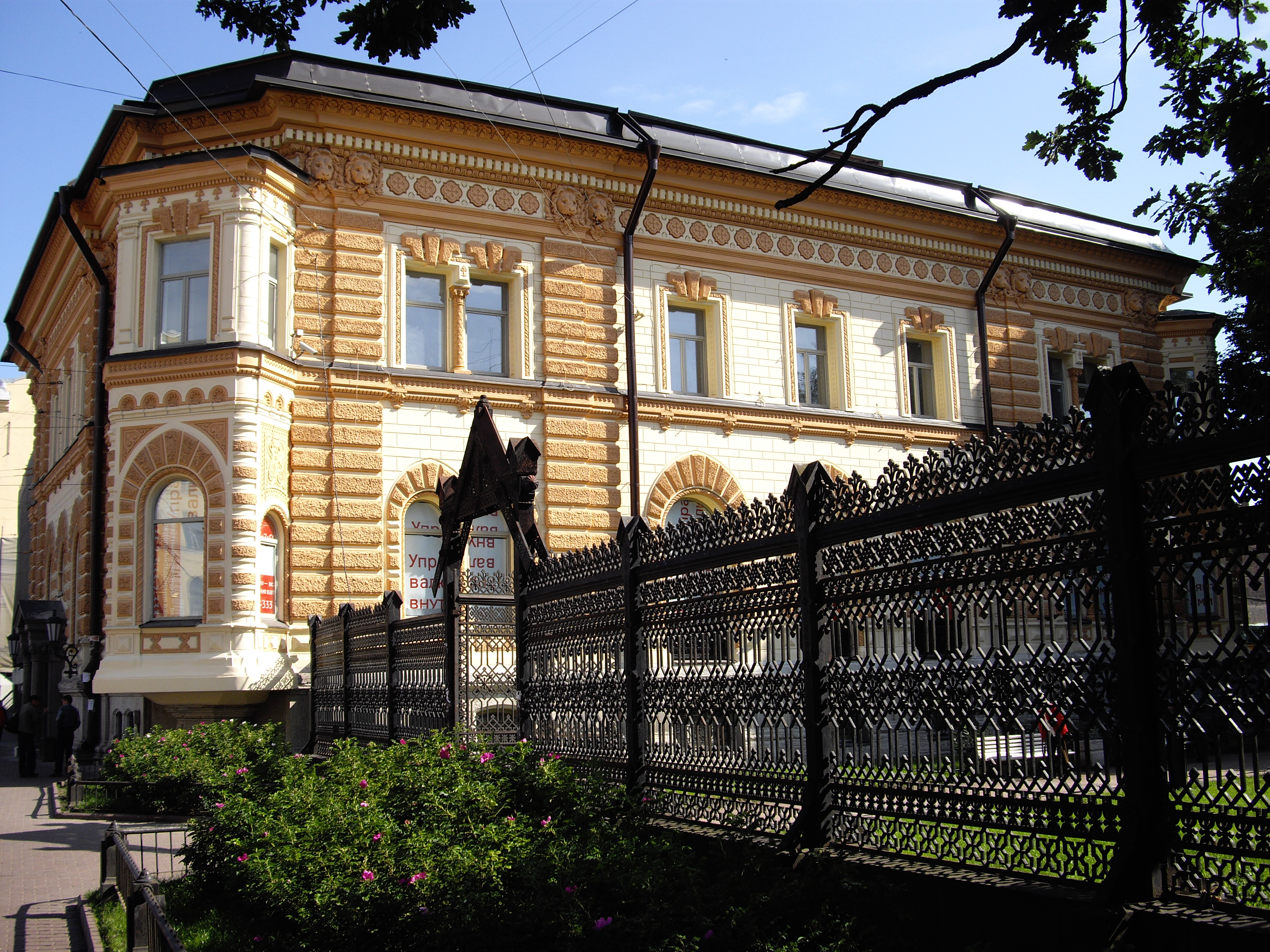
San-Galli-Villa, Ligowski-Prospekt 62, St. Petersburg

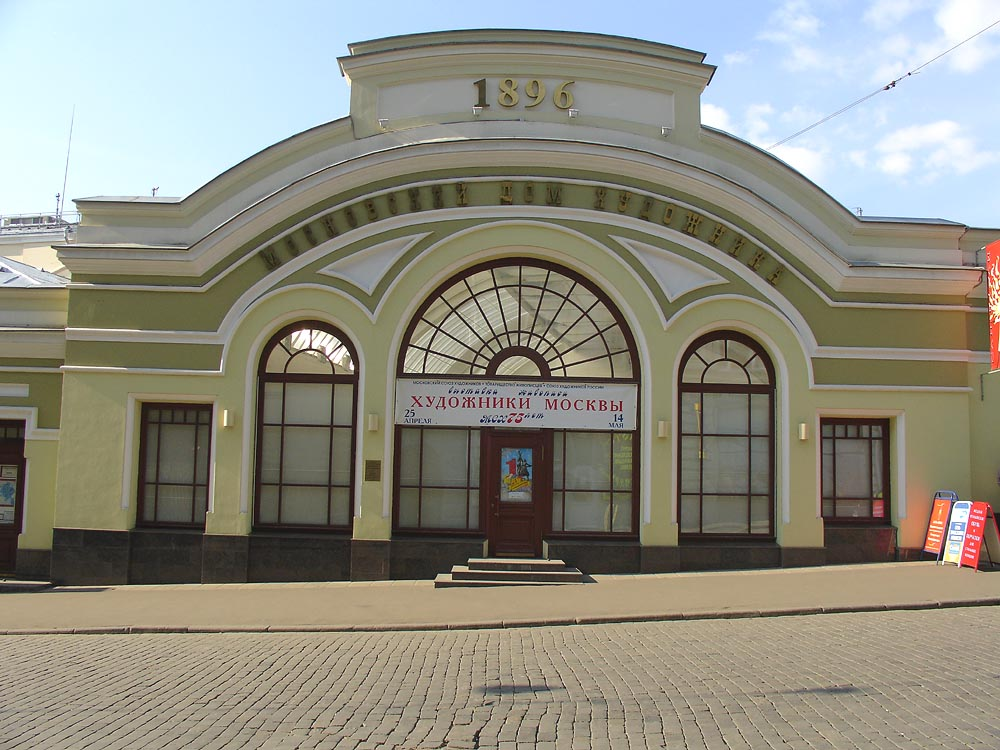
San-Galli-Passage, Kusnezki-Most, Moskau

Als 1843 ein Assistent für die St. Petersburger Filiale gebraucht wurde, nahm San-Galli die Stelle an, trotz des geringen Gehalts von 100 Assignat-Rubel bzw. 50 Gold-Rubel. Er wechselte darauf in ein anderes Handelshaus, wo er in der Exportabteilung für den Verkehr des Dampfers Adler zwischen St. Petersburg, Stockholm, Helsinki und Reval verantwortlich war. Dank seiner Freundschaft mit dem Sohn des Fabrikanten Charles Baird wurde er 1844 Mitarbeiter des Baird-Maschinenbauwerks. 1851 wurde er russischer Staatsbürger.
1852 heiratete San-Galli die einzige Tochter des reichen Kaufmanns Rosinski Sofja Alexandrowna und machte sich selbständig. 1853 eröffnete er am St. Petersburger Ligowski-Prospekt mit geliehenem Kapital eine Werkstatt mit 12 Klempnern für die Produktion von Kaminen, Aschkästen und Metallbetten sowie ein Ladengeschäft am Newski-Prospekt. Ein Jahr später war die Werkstatt eine Fabrik mit 1000 Arbeitern für Wasserversorgungs- und Heizungsanlagen mit einer Wohnanlage für die Arbeiter und einer Filiale in Moskau. Bekannt wurde er vor allem durch die Erfindung des Heizkörpers. Auch stattete er St. Petersburg mit kunstvollen Eisengittern und Gaslaternen aus. Er besaß Häuser am Ligowski-Prospekt und am Newski-Prospekt. Seine Villa am Ligowski-Prospekt ließ er sich 1869–1872 von Karl Karlowitsch Rachau und I. I. Gornostajew bauen. 1880 erwarb er einen Immobilienkomplex in Moskau am Kusnezki-Most, aus dem 1883 Alexei Alexandrowitsch Martynow die San-Galli-Ladenpassage machte. 1882 wurde er Hoflieferant. 1889 wurde San-Galli Wirklicher Staatsrat (4. Rangklasse). Er war Mitglied des Handels- und Manufakturenrats des Finanzministeriums. 1891–1895 war er Vorstandsmitglied der St. Petersburger Privaten Kommerz-Bank. Er war Mitglied der St. Petersburger Stadtduma.
San-Galli wurde auf dem lutherischen Tenetelew-Friedhof begraben.